# 南洋蒿蕨
南洋蒿蕨（学名：Ctenopteris mollicoma）为禾叶蕨科蒿蕨属下的一个种。

## 扩展阅读
- 維基物種上的相關：南洋蒿蕨